# 趙德愿
姑臧侯趙德愿（976年—999年4月25日），字公謹，祖籍涿郡（今河北省保定市清苑縣）人，宋朝宗室、魏悼王趙廷美的第九子。

## 生平
趙德愿早年跟隨父親趙廷美被徙置房陵，淳化元年（990年），朝廷授他右千牛衛大將軍一職，後曾任左武衛大將軍。
咸平二年（999年），趙德愿去世，無子女，贈封涼州觀察使，追封姑臧侯。

## 家族

### 祖父母
- 趙弘殷，宋宣祖昭武皇帝
- 昭憲太后杜氏

### 父母
- 趙廷美，魏悼王
- 張令鐸女楚國夫人